# Monique Iborra
Pour les articles homonymes, voir Iborra.
Monique Iborra, née le 8 mars 1945 à Maison-Carrée (Algérie), est une femme politique française, membre de La République en marche (LREM). Elle est députée de la Haute-Garonne de 2007 à 2024.

## Biographie

### Formation et carrière professionnelle
Après un baccalauréat en philosophie, elle obtient le diplôme de sage-femme, métier qu'elle exerce pendant huit ans. Enseignante à l'école de sage-femme, elle exerce à la maternité de l'hôpital de La Grave à Toulouse pendant dix ans, puis elle devient chargée de mission à la direction départementale de l'action sanitaire et sociale. Fondatrice de la Fédération nationale des associations de sages-femmes, elle en assure la présidence pendant cinq ans.

### Carrière politique

#### Élue locale
Monique Iborra est adjointe au maire de Lévignac-sur-Save entre mars 1989 et juin 1995, puis conseillère municipale de Muret du 7 avril 2001 au 13 novembre 2007.
En mars 2004, elle est élue au conseil régional de Midi-Pyrénées dont elle est première vice-présidente chargée de l'emploi, de l'insertion, de la formation professionnelle, de l'apprentissage et de la politique de la ville du 2 avril 2004 au 26 mars 2010.

#### Députée
Membre du Parti socialiste, elle est élue députée dans la 6e circonscription de la Haute-Garonne pour la XIIIe législature le 17 juin 2007, en battant, au deuxième tour, Françoise de Veyrinas (UMP) avec 55,10 % des suffrages. Elle succède ainsi à Hélène Mignon (PS) qui ne se représentait pas. Elle est réélue le 17 juin 2012 dans la même circonscription, avec 65,49 % des suffrages.
Mediacités révèle en octobre 2017 que lors de la campagne législative de 2012, Monique Iborra s'attache les services de la société de communication de sa fille, Sophie Iborra ; ainsi, 27 688,13 euros (soit près de 55 % de ses dépenses de campagne) lui sont versés. Sophie Iborra souligne auprès des journalistes avoir « facturé en dessous des prix du marché […] il n'y a pas eu d'enrichissement ». Après sa victoire et jusqu'en 2017, la députée emploie sa fille comme attachée parlementaire, jusqu'à sa démission début mars 2017, « dans la foulée des révélations du Canard enchaîné sur le passé de collaboratrice parlementaire de Pénélope Fillon » et avant le vote la loi pour la confiance dans la vie politique qui introduit l’interdiction de certains emplois familiaux pour les parlementaires,.
Elle fait partie de la commission des Affaires sociales de l'Assemblée nationale, et membre de la Délégation aux outre-mer. Elle est également vice-présidente du groupe d'études sur l'Industrie aéronautique, membre des groupes d'études antisémitisme, enjeux du vieillissement et professions de santé et coordination sanitaire. Elle est par ailleurs membre du groupe des parlementaires de l'espace, secrétaire du groupe d'amitié France-Brésil et membre des groupes d'amitié France-Croatie et France-Israël.
Au sein du Parlement, elle s'intéresse à l'emploi,, à la formation professionnelle, à la santé et à la dépendance.
En juillet 2016, elle est exclue du Parti socialiste pour une durée de deux ans avec six mois de sursis pour ne pas avoir soutenu la candidate du parti, Carole Delga, lors des élections régionales dans la nouvelle région Languedoc-Roussillon-Midi-Pyrénées. Elle avait préféré soutenir Philippe Saurel, maire de Montpellier.
Elle parraine Emmanuel Macron pour l'élection présidentielle de 2017 et intègre le comité politique national du mouvement En marche. Candidate pour un nouveau mandat sous l'étiquette La République en marche, elle se place en tête au premier tour avant d'être réélue au second avec 55,87 % face au candidat de La France insoumise Patrick Jimena.
En juillet 2019, à l'occasion de la remise en jeu des postes au sein de la majorité, elle se porte candidate à la présidence de la commission des Affaires sociales.
Monique Iborra est réélue députée le 19 juin 2022 avec seulement trois voix de plus sur son concurrent Fabien Jouvé (écologiste se présentant sous l'étiquette NUPES). C'est le score le plus serré en France entre deux candidats du 2e tour cette année là, mais un recomptage donnera 4 voix d'écart. Un recours devant le Conseil constitutionnel est déposé, mais un non-lieu est prononcé, le requérant étant décédé au cours de l'été.
Lors des élections législatives françaises de 2024, elle n'arrive qu'en 3e position avec 29,60% des voix derrière Arnaud Simion (PS se présentant sous l'étiquette Nouveau Front populaire) 34,03% et Nadine Demange-Fierlej (RN) 30,92% des voix. Elle choisit de ne pas se maintenir au second tour.

## Synthèse des résultats électoraux

### Élections législatives
| Année | Parti | Parti      | Circonscription     | 1er tour | 1er tour | 1er tour | 2d tour | 2d tour | 2d tour | Issue  |
| Année | Parti | Parti      | Circonscription     | Voix     | %        | Rang     | Voix    | %       | Rang    | Issue  |
| ----- | ----- | ---------- | ------------------- | -------- | -------- | -------- | ------- | ------- | ------- | ------ |
| 2007  |       | PS         | 6e de Haute-Garonne | 26 422   | 33,28    | 2e       | 43 785  | 55,10   | 1er     | Élue   |
| 2012  |       | PS         | 6e de Haute-Garonne | 27 853   | 44,95    | 1er      | 36 421  | 65,50   | 1er     | Élue   |
| 2017  |       | LREM       | 6e de Haute-Garonne | 23 271   | 39,54    | 1er      | 25 934  | 55,87   | 1er     | Élue   |
| 2022  |       | LREM (ENS) | 6e de Haute-Garonne | 18 437   | 30,27    | 1er      | 27 570  | 50,00   | 1er     | Élue   |
| 2024  |       | RE (ENS)   | 6e de Haute-Garonne | 25 256   | 29,60    | 3e       | Retrait | Retrait | Retrait | Battue |